# 梅罗纳
梅罗纳（法語：Mérona，法語發音：[meʁɔna]）是法国汝拉省的一个市镇，属于隆斯勒索涅区。

## 地理
梅罗纳（46°33'20"N, 5°38'7"E）面积2.97 平方千米，位于法国勃艮第-弗朗什-孔泰大區汝拉省，该省份为法国东部内陆省份，北起上索恩省，西北接科多尔省，西临索恩-卢瓦尔省，南至安省，东与杜省和瑞士接壤。
与梅罗纳接壤的市镇（或旧市镇、城区）包括：马尔内济亚、栋皮埃尔叙蒙、拉尔吉莱马尔索奈、奥热莱、普莱西亚。

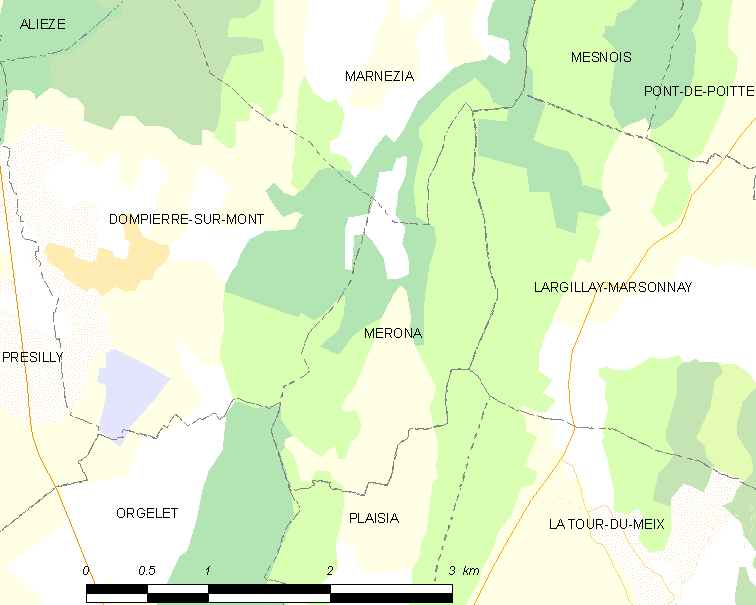
梅罗纳的OSM定位图

梅罗纳的时区为UTC+01:00、UTC+02:00（夏令时）。

## 行政
梅罗纳的邮政编码为39270，INSEE市镇编码为39324。

## 政治
梅罗纳所属的省级选区为穆瓦朗昂蒙塔涅县。

## 人口

1962-2008年间梅罗纳人口变化图示

梅罗纳于2022年1月1日时的人口数量为8人。